# Parophryotrocha brevicapitis
Parophryotrocha brevicapitis är en ringmaskart som beskrevs av Hilbig in Blake, Hilbig och Scott 1995. Parophryotrocha brevicapitis ingår i släktet Parophryotrocha och familjen Dorvilleidae. Inga underarter finns listade i Catalogue of Life.